# シール・ナイド・スラーネ
| 南イー・ネール            |                           |                           |                           |                           |                           |                     |                    |          |        |                  |        |
| シール・ナイド・ スラーネ | シール・ナイド・ スラーネ | シール・ナイド・ スラーネ | シール・ナイド・ スラーネ | シール・ナイド・ スラーネ | シール・ナイド・ スラーネ | クラン・ ホルマーン | 従属民             | 従属民   | 従属民 | 従属民           | 従属民 |
| イー・ホニング            | イー・ ヘルニグ           | イー・ ヘルニグ           | Uí Chinn Fháelad          | シール・ドルーサグ        | ……                        | クラン・ ホルマーン | キアナハト・ブレグ | ガレンガ | ルグネ | デルヴネ・アサル | ……     |
| イー・ホニング            | シール・ゴニル・グランド  | ……                        | Uí Chinn Fháelad          | シール・ドルーサグ        | ……                        | クラン・ ホルマーン | キアナハト・ブレグ | ガレンガ | ルグネ | デルヴネ・アサル | ……     |

シール・ナイド・スラーネ（アイルランド語: Síl nÁedo Sláine、「アイド・スラーネの子孫」）は、アイルランド上王であるアイド・スラーネを名祖とする、南イー・ネール内の有力氏族。
彼らは自身の血統を、先史時代の人物であるニアル・マク・エヒダハ（「九人の人質を取った」ニアル）の息子コナル・クレヴサネに連なるものであると主張している。
シール・ナイド・スラーネと、その遠縁の一族クラン・ホルマーンは南イー・ネール内の二大勢力であった。
シール・ナイド・スラーネは7世紀の後半に隆盛を極めタラ王の座を独占する一方で、系族内で更にイー・ホニングやイー・ヘルニグなどの支族へと分裂・対立を繰り返す中で衰退し、彼らとは対照的に一枚岩であったクラン・ホルマーンにその権勢を奪われた。

## 説明
シール・ナイド・スラーネの名祖であるアイド・スラーネは598年から604年の間、ケネール・ネオガンの Colmán Rímid と共同統治の形でアイルランド上王となった。この時代からしばらく間を置いた後、アイド・スラーネの子ディアルマド (在位658–665年)、Blathmac (在位658–665年、共同統治)、 Sechnassach (在位665–671年)、  Cenn Fáelad　(在位671–675年)、 フィーンフネフテ・フレダハ (在位675–695年)と、約40年弱の間、4代にわたりシール・ナイド・スラーネ出身者が連続して上王の座を占めた。
その後、南イー・ネール内の権勢は、コルマーン・モールの子孫であるクラン・ホルマーンへと移った。728年以降、アイルランド上王の座に就いたシール・ナイド・スラーネ出身者は Congalach Cnogba (在位944–956年)ただ一人であり、その Congalach にしても、祖父と叔父にクラン・ホルマーンの王を持つ彼らの血縁者でもあった。

## シール・ナイド・スラーネ内の諸系族
アイド・スラーネは5人の息子を残し、彼ら全員がそれぞれ自身を祖とする一つ以上の系族を残した。
息子の一人コンガルの子孫の系族がイー・ホニング (Uí Chonaing) であるが、この名はコンガルの息子である Conaing Cuirre に由来している。この系族は現在のノウスに相当するブレガの北部を支配していた。この系族の代表的な人物としてキナイド・マク・イルガラグ (アイルランド上王：728年没)、Cináed mac Conaing (851年没)、 Congalach Cnogba (アイルランド上王：956年没)らが挙げられる。
アイド・スラーネの子孫の中でもう一つの有力な系族が、彼の息子であるディアルマドを祖とする集団であり、彼らはロッホ・ガヴォルに浮かぶクラノーグ (人工島) を本拠として南ブレガを支配した。彼らの名であるイー・ヘルニグ (Uí Chernaig) はディアルマド・マク・アイド・スラーネの息子  Cernach から取られた物である。こちらの系族の代表的な人物としては Fogartach mac Néill (アイルランド上王：724年没) やコナル・マク・ケルナグ(Conall Grant、718年没) らが挙げられる。
Uí Chinn Fháelad はアイド・スラーネの息子 ブラートワク を祖とする系族であり、彼の子である Sechnassach と Cenn Fáelad は共に上王を務めた。アイド・スラーネの息子 Dúnchad の系族は、彼の息子である Fínsnechta Fledach 以外に重要な人物を輩出していない。もう一つの小さな系族、シール・ドルーサグ (Síl nDlúthaig) はアイド・スラーネの息子である Ailill Cruitire の息子  Dlúthach から名が採られている。